# Stenungsundspartiet
Stenungsundspartiet är ett lokalt politiskt parti i Stenungsunds kommun. Under mandatperioden 2018-2022 är partiet en del av kommunens minoritetsstyre, tillsammans med Socialdemokraterna, Centerpartiet, Vänsterpartiet och Miljöpartiet.